# Phitiwat Sukjitthammakul
Phitiwat Sukjitthammakul (tiếng Thái: พิธิวัต สุขจิตธรรมกุล, sinh ngày 1 tháng 2 năm 1995), là một cầu thủ bóng đá người Thái Lan thi đấu ở vị trí tiền vệ phòng ngự cho câu lạc bộ Giải bóng đá Ngoại hạng Thái Lan Buriram United.

## Sự nghiệp quốc tế
Vào tháng 8 năm 2017, anh đoạt chức vô địch Bóng đá tại Đại hội Thể thao Đông Nam Á 2017 với U-23 Thái Lan.

## Bàn thắng quốc tế

### U-23
| Phitiwat Sukjitthammakul – bàn thắng cho U-23 Thái Lan | Phitiwat Sukjitthammakul – bàn thắng cho U-23 Thái Lan | Phitiwat Sukjitthammakul – bàn thắng cho U-23 Thái Lan | Phitiwat Sukjitthammakul – bàn thắng cho U-23 Thái Lan | Phitiwat Sukjitthammakul – bàn thắng cho U-23 Thái Lan | Phitiwat Sukjitthammakul – bàn thắng cho U-23 Thái Lan | Phitiwat Sukjitthammakul – bàn thắng cho U-23 Thái Lan | Phitiwat Sukjitthammakul – bàn thắng cho U-23 Thái Lan |
| #                                                      | Ngày                                                   | Địa điểm                                               | Đối thủ                                                | Tỉ số                                                  | Kết quả                                                | Giải đấu                                               |                                                        |
| ------------------------------------------------------ | ------------------------------------------------------ | ------------------------------------------------------ | ------------------------------------------------------ | ------------------------------------------------------ | ------------------------------------------------------ | ------------------------------------------------------ | ------------------------------------------------------ |
| 1.                                                     | 23 tháng 3 năm 2017                                    | Dubai, Các Tiểu vương quốc Ả Rập Thống nhất            | Malaysia                                               | 3–0                                                    | 3–0                                                    | Dubai Cup                                              |                                                        |
| 2.                                                     | 24 tháng 8 năm 2017                                    | Selayang, Malaysia                                     | Việt Nam                                               | 1–0                                                    | 3–0                                                    | Đại hội Thể thao Đông Nam Á 2017                       |                                                        |

## Danh hiệu

### Quốc tế
U-23 Thái Lan
- Sea Games  Huy chương Vàng (1); 2017
- Dubai Cup (1): 2017

### Câu lạc bộ
Chiangrai United
- Thai League 1: 2019
- Thai FA Cup (3): 2017, 2018, 2020–21
- Thai League Cup: 2018
- Thailand Champions Cup (2): 2018, 2020

BG Pathum United
- Thailand Champions Cup: 2022
- Thai League Cup: 2023–24